# القدس 3 (صاروخ)
القدس 3 هو صاروخٌ فلسطيني الصنع مُطوَّرٌ عن بي إم-21 غراد و‌قاذفة الصواريخ كاتيوشا. يزنُ هذا الصاروخ – والذي اختُبر لأول مرّة من قِبل فصائل المقاومة الفلسطينيّة على عسقلان في 28آذار/ مارس 2006 – 66 كجم وقادرٌ على حملِ 17 كجم من المتفجرات. طُوِّر في قطاع غزة؛ وتزعمُ إسرائيل أنّ السلطة الوطنية الفلسطينية قد ساعدت فصائل المقاومة في ذلك كما تزعمُ حصول هذه الأخيرة على تمويلٍ إيران خلال عمليتي التطوير والصُنع. بحلول نيسان/أبريل 2006؛ زعمت وسائل إعلام عن قيامِ نشطاء فلسطينيين بتطويرِ صاروخ قُدس 3 جنبًا إلى جنبٍ مع تطويرِ نظام إطلاق صواريخ متعددة.
نجحت حركة الجهاد الإسلامي في إطلاقِ صاروخ كاتيوشا من طراز جراد على مجتمع النقب الغربي في نتيف هاسارا؛ ووفقًا لما أوردته ميدل إيست نيوزلاين فقد أجرت حركة الجهاد تجاربَ على ثلاثِ نسخ أصلية على الأقل من صاروخ بي إم-21 غراد الروسي الأصل لتحديدِ مدى دقته. في تمّوز/يوليو 2006؛ أشارت تقارير إعلامية إلى أن حركة حماس قد نجحت في تطوير بديلٍ محلّي لصاروخ كاتيوشا السوفيتي الذي يبلغ مداه 24 كيلومترًا؛ وقد استهدفت بهِ فعلًا في 18 تمّوز/يوليو من نفسِ العام عددًا من المستوطنات التي تبعدُ حوالي 19 كم من قطاع غزة.